# Živilė Pinskuvienė
Živilė Pinskuvienė (ur. 21 czerwca 1975 w Szyrwintach) – litewska polityk i samorządowiec, od 2013 do 2014 wiceminister rolnictwa, była przewodnicząca Partii Pracy.

## Życiorys
Z wykształcenia inżynier, absolwentka Wileńskiego Uniwersytetu Technicznego im. Giedymina (2001). W 2003 uzyskała na tej samej uczelni magisterium z zakresu inżynierii środowiska. Pracowała w różnych okresach na dyrektorskich stanowiskach w przedsiębiorstwie Danielita. Zaangażowała się w działalność polityczną w ramach Partii Pracy. Była asystentką (2005) i doradcą (2006) ministra gospodarki oraz dyrektorem administracyjnym rejonu szyrwinckiego (2007–2008). W 2011 została wybrana na radną tego rejonu.
W wyborach w 2012, podobnie jak jej mąż Jonas Pinskus, uzyskała mandat poselski z listy krajowej, jednak oboje zostali ich pozbawieni na skutek zatwierdzenia przez Sejm orzeczenia Sądu Konstytucyjnego, który stwierdził naruszenie prawa przy ustaleniu w tym zakresie wyników głosowania. W latach 2013–2014 Živilė Pinskuvienė pełniła funkcję wiceministra rolnictwa, zaś w 2015 została wybrana na stanowisko mera rejonu szyrwinckiego (reelekcję uzyskiwała w 2019 i 2023).
W grudniu 2016 została nową przewodniczącą Partii Pracy, która w wyborach z października 2016 nie przekroczyła progu wyborczego do parlamentu. W 2017 odeszła z Partii Pracy, później związała się z Litewską Socjaldemokratyczną Partii Pracy.